# Кулиев, Агарза Самандар оглы
Агарза (Ага Рза) Самандар оглы (Самедович) Кулиев (азерб. Ağarza Səməndər oğlu Quliyev; 26 декабря 1898, Ленкорань, Бакинская губерния — 15 сентября 1976, Баку) — азербайджанский советский кинорежиссёр, сценарист и актёр, Заслуженный деятель искусств Азербайджанской ССР (1960).

## Биография
Агарза Кулиев родился 22 декабря (по другим данным — 18 декабря) 1898 года в городе Ленкорань. В 1924 году окончил Азербайджанское театральное училище.
Творческую деятельность начинал в кино в качестве актёра с 1924 года. Снимался в таких фильмах, как «Сова» (1924), «Дочь Гиляна» (1929), «Встреча» (1930), «Первая комсомольская» (1931), «Люди без рук» (1932) и др.
С 1934 года Агарза Кулиев сам начал снимать фильмы в качестве режиссёра. Ему принадлежат заслуги в учреждении и развитии азербайджанского киноискусства. С 1946 года был членом КПСС.
Агарза Кулиев был режиссёром таких фильмов, как киноновеллы «Сын родины» (1941) и «Бахтияр» (1942), художественные фильмы «Друзья» (1934), Алмас (1936), «Новый горизонт» (1941, оба — совместно с режиссёром Григорием Брагинским), «Чёрные скалы» (1958), «Утро» (1960), «Улдуз» (1964), «Красавицей я не была» (1968, совместно с режиссёрами Тофиком Тагизаде и Рамизом Аскеровым).
Кулиев являлся также режиссёром ряда документальных фильмов. В 1960 году был удостоен звания Заслуженного артиста Азербайджанской ССР..
Агарза Кулиев скончался 15 сентября 1976 года в Баку.

## Фильмография
| Год  |     | Название                          | Роль                                       |
| ---- | --- | --------------------------------- | ------------------------------------------ |
| 1924 | ф   | Сова                              | актёр (Али)                                |
| 1925 | ф   | Во имя Бога                       | ассистент режиссёра                        |
| 1927 | кор | Рыбаки                            | актёр (рыбак)                              |
| 1929 | ф   | Дочь Гиляна                       | актёр (Али)                                |
| 1929 | ф   | Гаджи-Кара                        | помощник режиссёра                         |
| 1930 | ф   | Встреча                           | актёр (Агарза Мусаев)                      |
| 1930 | ф   | Золотой куст                      | актёр, ассистент режиссёра                 |
| 1931 | ф   | Первая комсомольская              | актёр (Мамед)                              |
| 1932 | ф   | Люди без рук                      | актёр (Шариф)                              |
| 1932 | док | В лагерях азербайджанской дивизии | режиссёр                                   |
| 1933 | ф   | Двадцать шесть комиссаров         | ассистент режиссёра                        |
| 1933 | кор | Директивный бантик                | режиссёр                                   |
| 1934 | кор | Друзья                            | режиссёр                                   |
| 1936 | ф   | Алмас                             | режиссёр                                   |
| 1936 | ф   | Тринадцать                        | актёр (Кулиев)                             |
| 1941 | ф   | Новый горизонт                    | режиссёр                                   |
| 1941 | кор | Сын родины                        | режиссёр                                   |
| 1942 | кор | Бахтияр                           | режиссёр                                   |
| 1957 | ф   | Двое из одного квартала           | актёр                                      |
| 1958 | ф   | Чёрные скалы                      | режиссёр                                   |
| 1960 | ф   | Утро                              | режиссёр                                   |
| 1965 | ф   | Улдуз                             | режиссёр, сценарист                        |
| 1966 | ф   | Почему ты молчишь?                | актёр (старик)                             |
| 1968 | ф   | Красавицей я не была              | режиссёр, сценарист, актёр (дедушка Рагим) |
| 1970 | ф   | Севиль                            | актёр (Бабакиши)                           |